# Aarón Guillén
Aarón Guillén (Chihuaha, México; 23 de junio de 1993) es un futbolista mexicano. Juega de defensa y su equipo actual es el Tampa Bay Rowdies de la USL Championship de Estados Unidos.

## Trayectoria
Nació en México, pero creció en el El Paso, Texas, y posee además la ciudadanía estadounidense. Jugó al soccer universitario para el Florida Gulf Coast University y el 5 de enero de 2016 fichó por el FC Dallas de la MLS como jugador de cantera.
Debutó profesionalmente el 15 de junio de 2016 contra el Oklahoma City Energy en la US Open Cup.
El 18 de diciembre de 2019 fichó por los Tampa Bay Rowdies de la USL Championship.

## Estadísticas
Actualizado al último partido disputado el 7 de marzo de 2020.
| FC Dallas Estados Unidos                                                                     |               |               |    |   |   |   |   |    |    |   |
| 1.ª                                                                                          | 2016          | 2             | 0  | 1 | 0 | 4 | 0 | 7  | 0  |   |
| 1.ª                                                                                          | 2017          | 6             | 0  | 0 | 0 | - | - | 6  | 0  |   |
| Total club                                                                                   | Total club    | 8             | 0  | 1 | 0 | 4 | 0 | 13 | 0  |   |
| Tulsa Roughnecks Estados Unidos                                                              |               |               |    |   |   |   |   |    |    |   |
| 2.ª                                                                                          | 2017          | 3             | 0  | - | - | - | - | 3  | 0  |   |
| Total club                                                                                   | Total club    | 3             | 0  | 0 | 0 | 0 | 0 | 3  | 0  |   |
| North Carolina Estados Unidos                                                                |               |               |    |   |   |   |   |    |    |   |
| 2.ª                                                                                          | 2018          | 26            | 0  | 3 | 0 | - | - | 29 | 0  |   |
| 2.ª                                                                                          | 2019          | 32            | 0  | 3 | 0 | - | - | 35 | 0  |   |
| Total club                                                                                   | Total club    | 58            | 0  | 6 | 0 | 0 | 0 | 64 | 0  |   |
| Tampa Bay Rowdies Estados Unidos                                                             |               |               |    |   |   |   |   |    |    |   |
| 2.ª                                                                                          | 2020          | 1             | 0  | - | - | - | - | 1  | 0  |   |
| Total club                                                                                   | Total club    | 1             | 0  | 0 | 0 | 0 | 0 | 1  | 0  |   |
| Total carrera                                                                                | Total carrera | Total carrera | 70 | 0 | 7 | 0 | 4 | 0  | 81 | 0 |
| (1) Incluye datos de la US Open Cup (2) Incluye datos de la Liga de Campeones de la Concacaf |               |               |    |   |   |   |   |    |    |   |